# Tapio Räisänen
Tapio Räisänen född 10 maj 1949 i Taivalkoski, Uleåborgs län, är en finsk tidigare backhoppare som tävlade för skidföreningen Kainuun Hiihtoseura, Kajana.

## Karriär
Tapio Räisänen gjorde sin första internationella tävling 30 december 1975 i Oberstdorf. Vid Svenska skidspelen 1976 rankades Tapio Räisänen plats 2.
Det kom inga större framgångar de första åren, men under VM i Lahtis 1978 vann han mycket överraskande guld i den otroligt spännande storbackstävlingen. Han var 0,3 poäng före österrikaren Alois Lipburger och 0,8 poeng före östtyske Falko Weisspflog. I lilla backen blev han nummer sex.
Efter VM-triumfen fick inte Tapio Räisänen många framgångar. Hans bästa resultat efter VM-guldet var en nionde plats i Tysk-österrikiska backhopparveckan 1979 i Bischofshofen och en vinst Sapporo samma år.

## Senare karriär
Tapio Räisänen driver för tiden en semesteranläggning, Kuuharju Blockhauser (Kuuharjun Mökit), i Kuuharju, Taivalkoski. Räisänen driver också en backhoppningsskola för barn och ungdom.
Finlands minister för utbildning och Kulturdepartementet tilldelas 19.12.2012 Tapio Räisänen Pro Sports Erkännande Award € 20 000 en stor idrottskarriär.